# Сан-Лоренсо (Парагвай)
Сан-Лоренсо, полное (но редко употребляющееся) название — Сан-Лоренсо-дель-Кампо-Гранде (исп. San Lorenzo del Campo Grande) — третий по величине город Парагвая, расположенный в Центральном департаменте страны, в 9 километрах от столицы, Асунсьона. По состоянию на 2010 год население Сан-Лоренсо составляет около 295 696 человек (оценка).
Сан-Лоренсо — довольно важный центр коммерции и экономики. В городе расположен кампус и главное здание Национального университета Асунсьона, поэтому Сан-Лоренсо часто называют «Городом университета». Римско-католическая церковь с 2000 года выделяет Сан-Лоренсо в качестве одного из одиннадцати диоцезов при архиодиоцезе Асунсьона (де-факто — всего Парагвая).

## История
Поселение на месте современного Сан-Лоренсо было основано иезуитами в середине XVIII века на месте плантации, ранее известной как Нью-Гуасу́ (Ñu Guazú) или Кампо-Гранде. После изгнания иезуитов Капитан-губернатор Агустин Фернадо-де-Пинеда захватил эти земли и установил новую дату основания — 10 августа 1775 года. В 1779 году правительство разместило здесь завод по производству табака, на котором трудились приехавшие из Ягуарона португальские техники и индийские рабочие. Завод функционировал недолго.
В начале 2000-х годов в Сан-Лоренсо резко увеличилась численность населения. По данным переписи населения в Сан-Лоренсо проживали 204356 жителя, а по оценкам на 2010—2011 годы в городе может проживать от 295 до 320 тысяч жителей.

## География
Сан-Лоренсо административно поделён на 57 районов или кварталов, крупнейшим по плотности, численности населения и площади из которых является Барсекильо. На севере Сан-Лоренсо граничит с городом Луке, на юге — с Ньемби, на востоке — с Капьято́й, на западе — с Фернандо-де-ла-Морой.

## Экономика
Развиты торговля и промышленность. Центрами финансовой деятельности являются авениды Хулия Миранда Куэто-де-Эстигаррибиа и Мкаль. На Эстигаррибиа расположено множество магазинов техники, ломбардов, супермаркетов, мебельных магазинов, учреждений. Здесь также концентрируются основные банки и финансовые компании. В Барсекилье расположены крупные фармацевтические компании.

## Туризм
В центре города (квартал Мария Аусильядора) расположен нео-готический Кафедральный собор и здание муниципалитета. Также здесь установлен монумент в честь Агустина Фернадо-де-Пинеды. Вилья Университариа — кампус и главное здание Национального университета Асунсьона, также неподалёку расположена популярная велосипедная дорожка. В Барсекилье находится самый крупный в городе торговый центр.